# Biserica de lemn din Dragomirești, Maramureș
Biserica de lemn din Dragomirești, județul Maramureș este o biserică greco-catolică construită în 1722 și aflată la Muzeul Național al Satului „Dimitrie Gusti” din București.

## Istoric
Biserica, adusă în Muzeul Național al Satului „Dimitrie Gusti” în 1936, a fost construită pe locul alteia, arsă de tătari în incursiunea lor de jaf din anul 1717. Datarea ei este dată de o inscripție. 

## Descriere

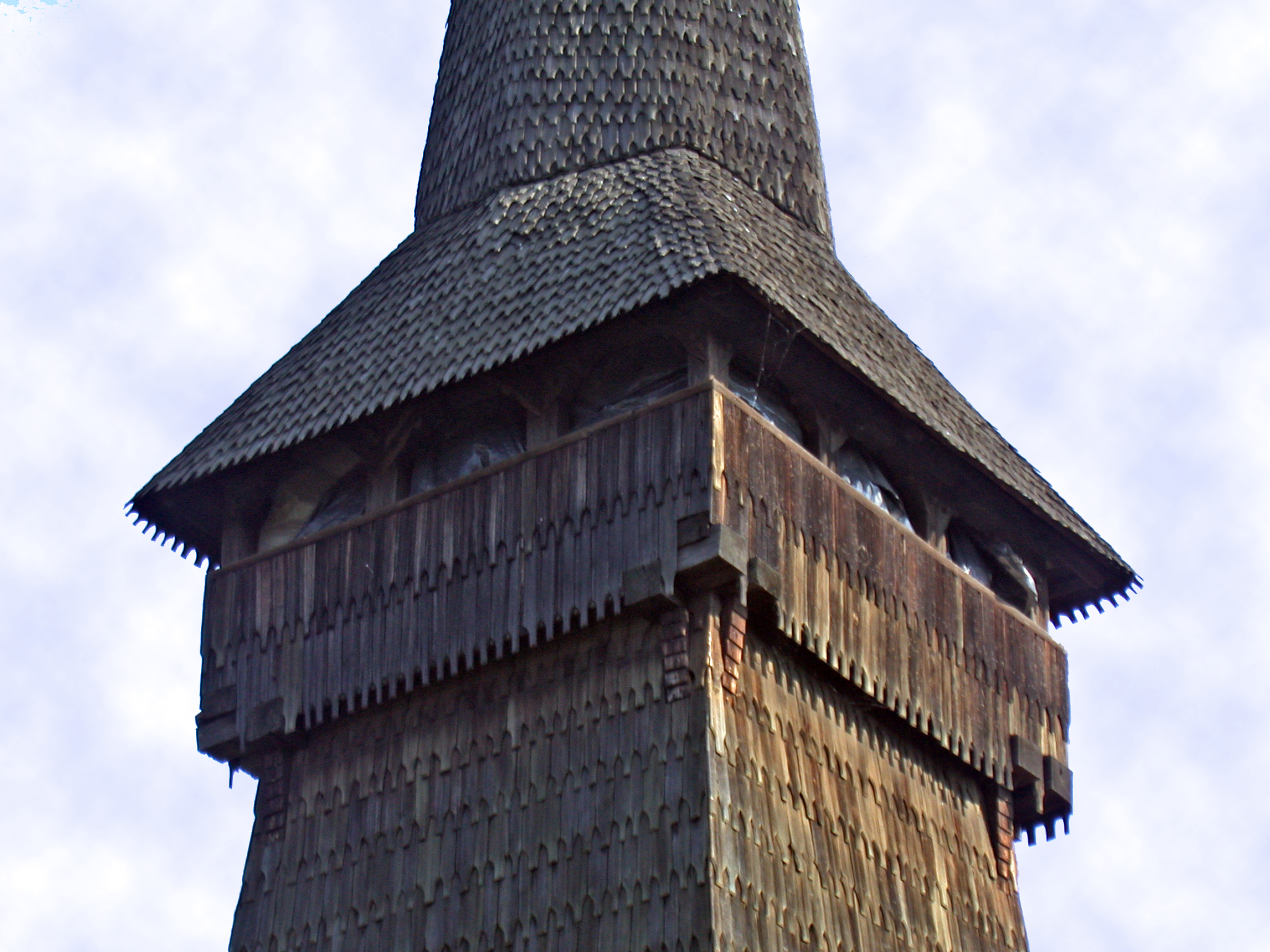
Turnul clopotniță

Încadrată tipologic bisericilor sală, cu un plan dreptunghiular, alungit spre est, biserica din Dragomirești este edificată din cununi de bârne, din lemn de brad, în conformitate cu specificul arhitecturii ecleziale maramureșene (acel gotic vernacular transilvan). Meșterii dulgheri au utilizat în construcția monumentului de cult aceleași tehnici constructive, prezente și la construcțiile din gospodăria țărănească, conferind astfel o excepțională unitate stilistică arhitecturii din zonă.
Din punct de vedere artistic, se remarcă elementele decorative ale pridvorului deschis pe stâlpi ciopliți și uniți prin elegante arcade la partea superioară și o balustradă traforată, la partea inferioară. Un alt element decorativ al construcției este acoperișul bisericii, cu pante repezi și ape rupte. Turnul clopotniță, cu silueta sa sveltă și coiful ce acoperă foișorul, este un accent care prin proporții echilibrează întregul edificiu.
Spațiul interior al bisericii este compartimentat, conform cultului creștin de rit oriental, în: altar, naos, pronaos și pridvor, fiecare dintre spații purtând și o denumire locală, determinată de atribuirea simbolică a fiecăruia: pronaosul, rezervat femeilor, este numit „biserica femeilor”, naosul, destinat bărbaților, se numește „biserica bărbaților”, iar altarul este spațiul preotului. Peretele din bârne dintre pronaos și naos, cu ușa la mijloc, are două deschideri laterale prevăzute cu un frumos grilaj din fier forjat în forme de cruci. Pronaosul și naosul sunt surmontate de un plafon drept, iar naosul este acoperit cu o boltă semicilindrică din bârne. Pereții sunt pictați în interior de meșteri populari, care au respectat în altar și naos canoanele bisericești, dând frâu liber imaginației în pronaos, ceea ce reflectă credințele poporului legate de fericirea din rai și chinurile din iad. Ochiul atent poate observa aspecte din viața socială și politică a vremii. Iconostasul are bogată sculptură și frumos ornată cu icoane pe lemn.

## Imagini

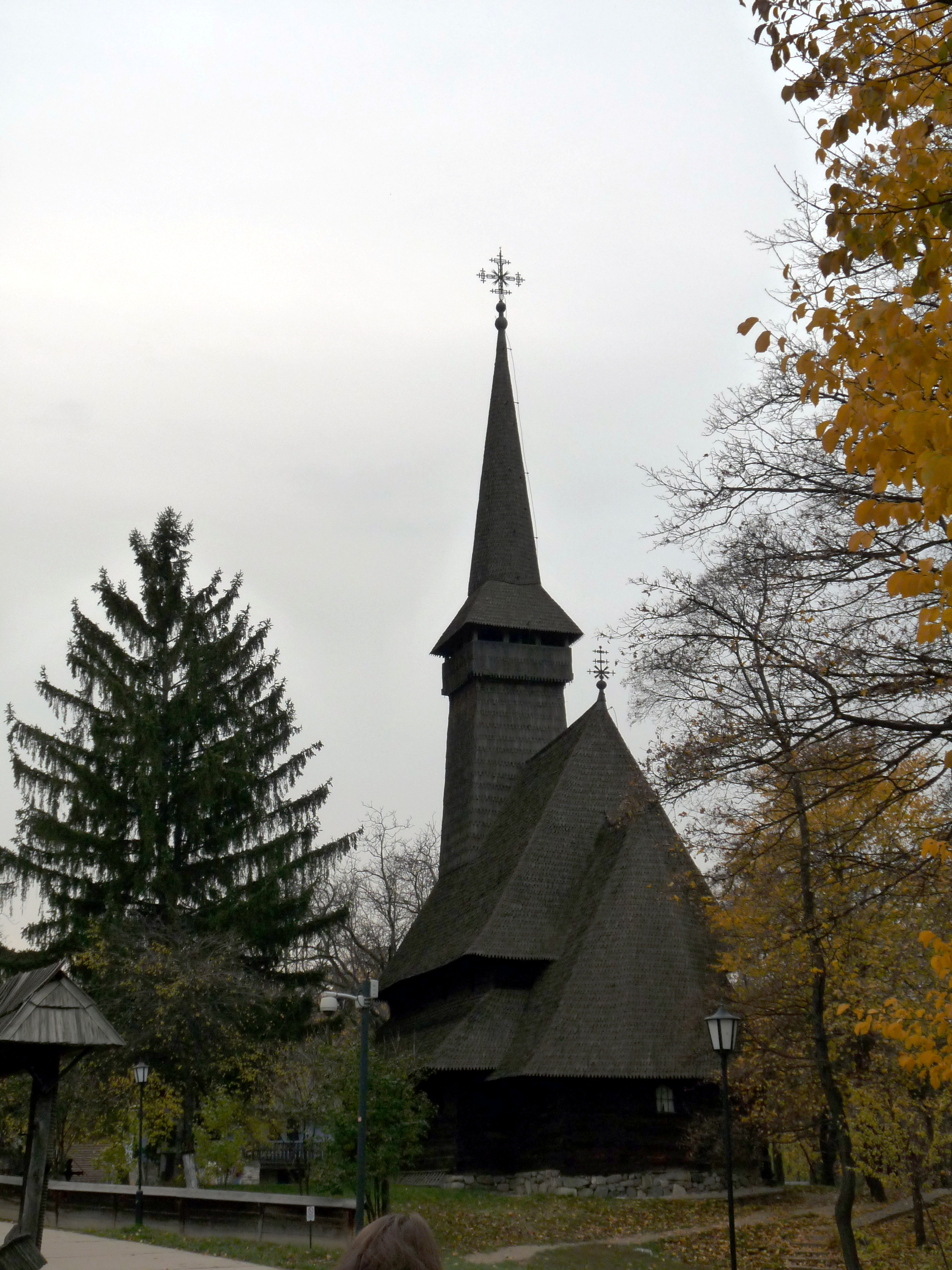
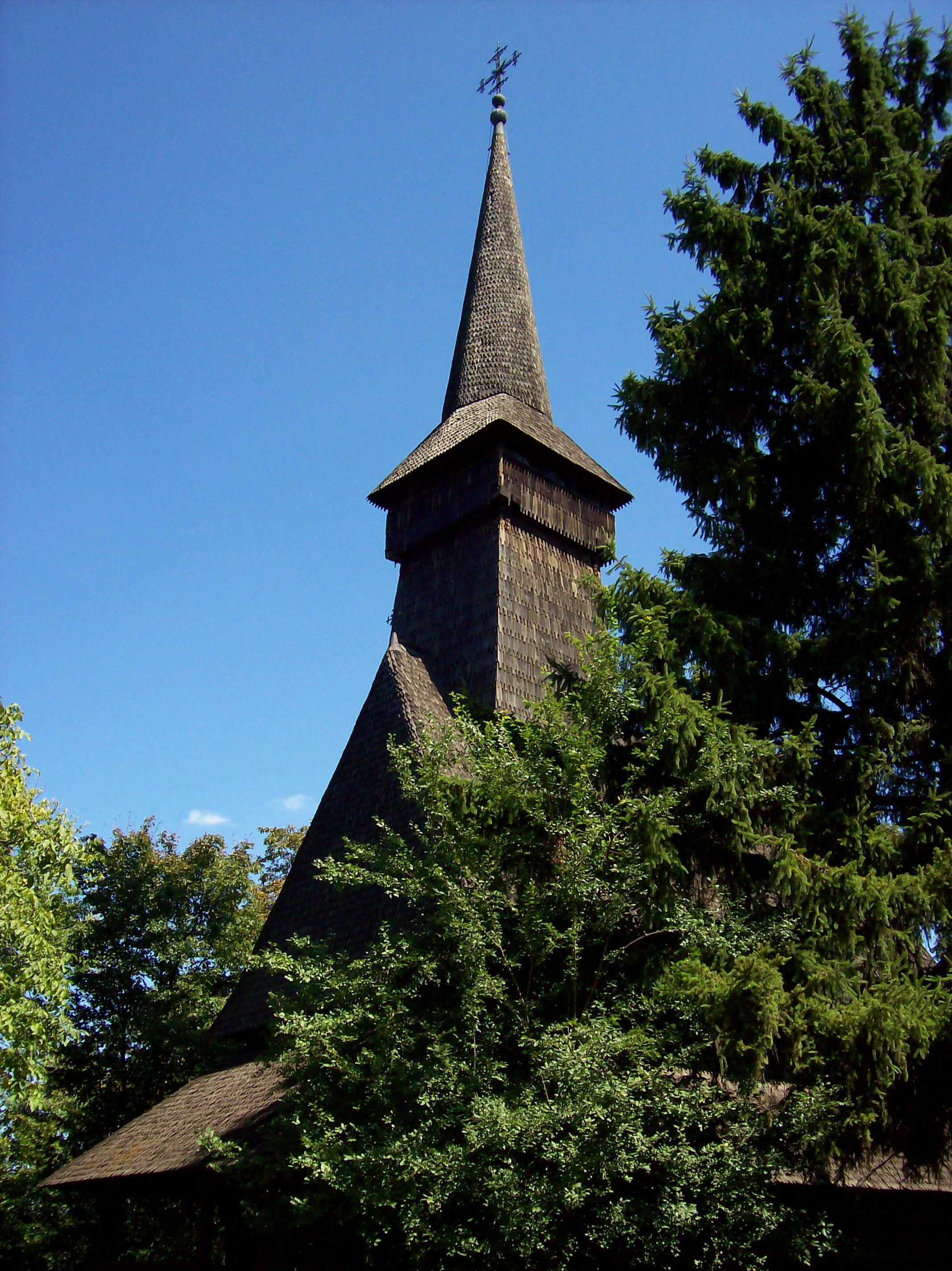
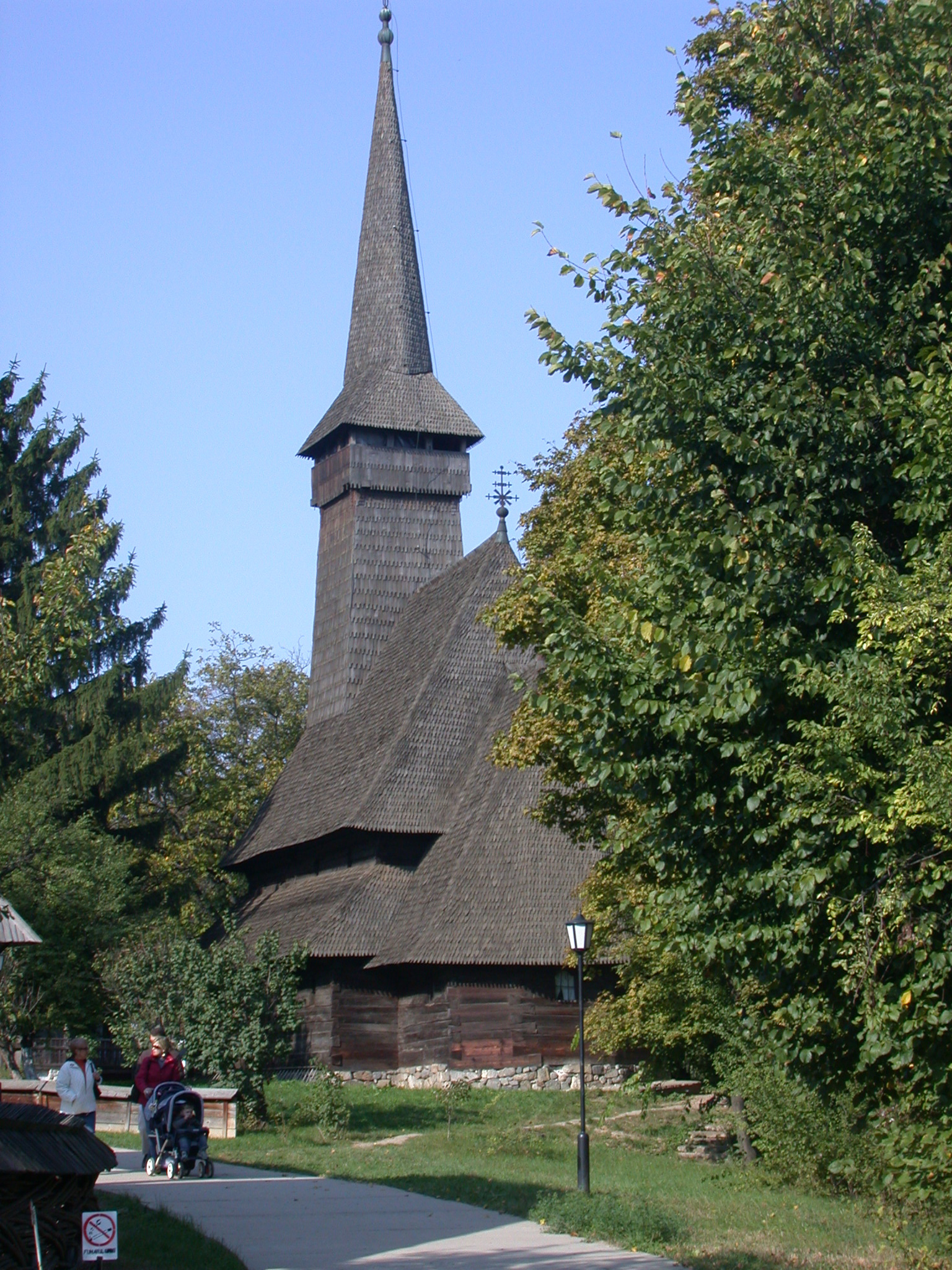
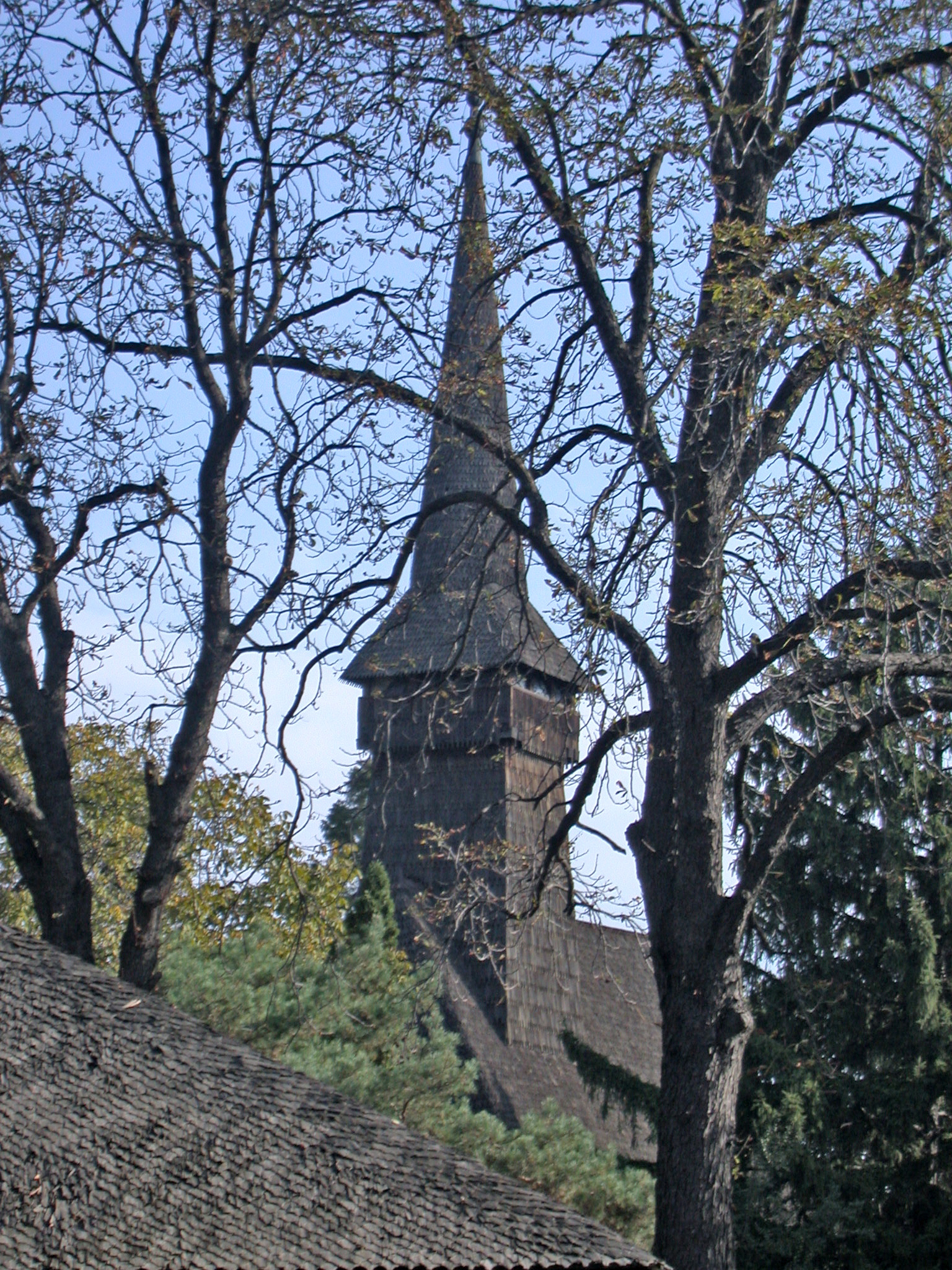
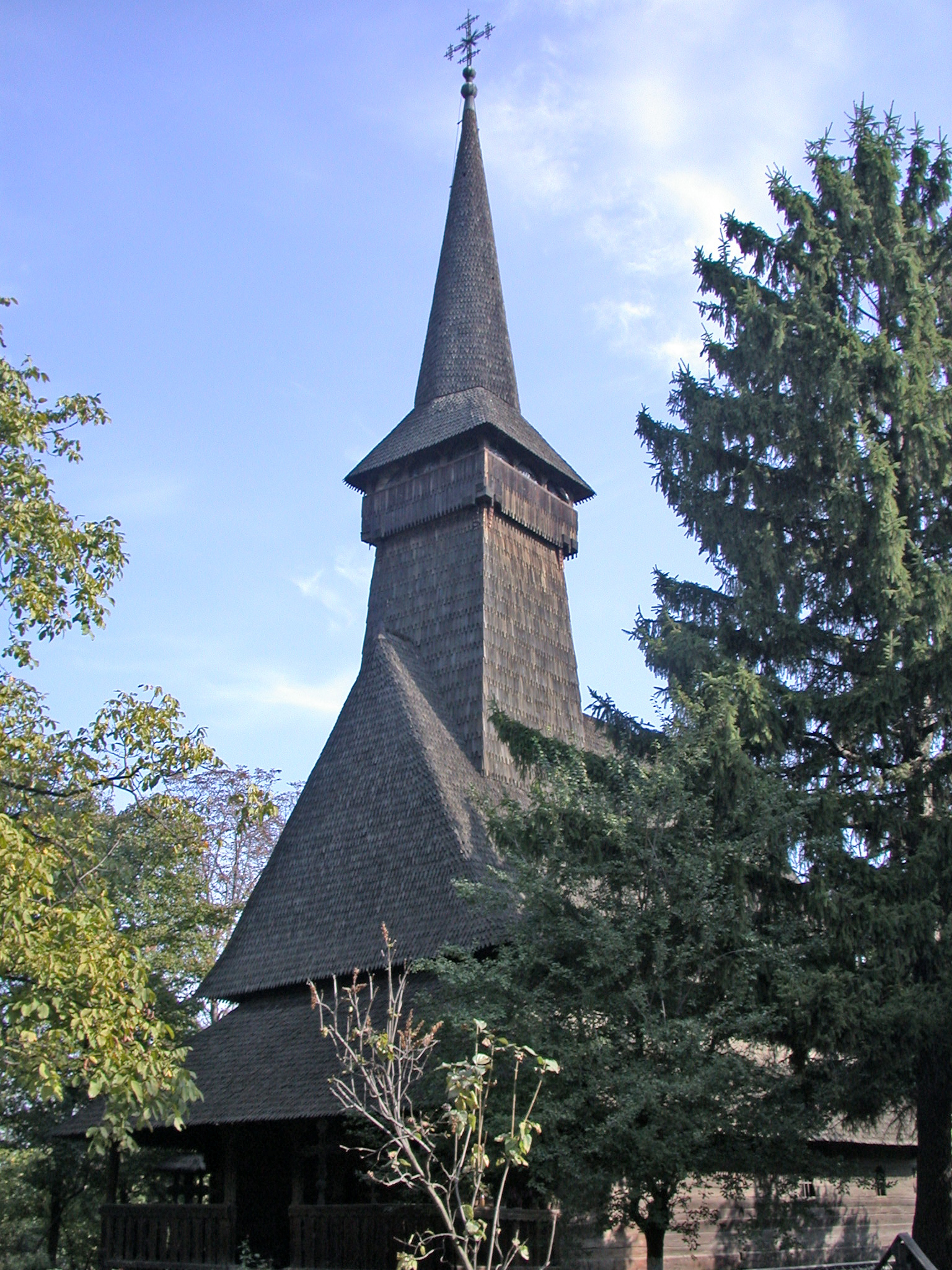
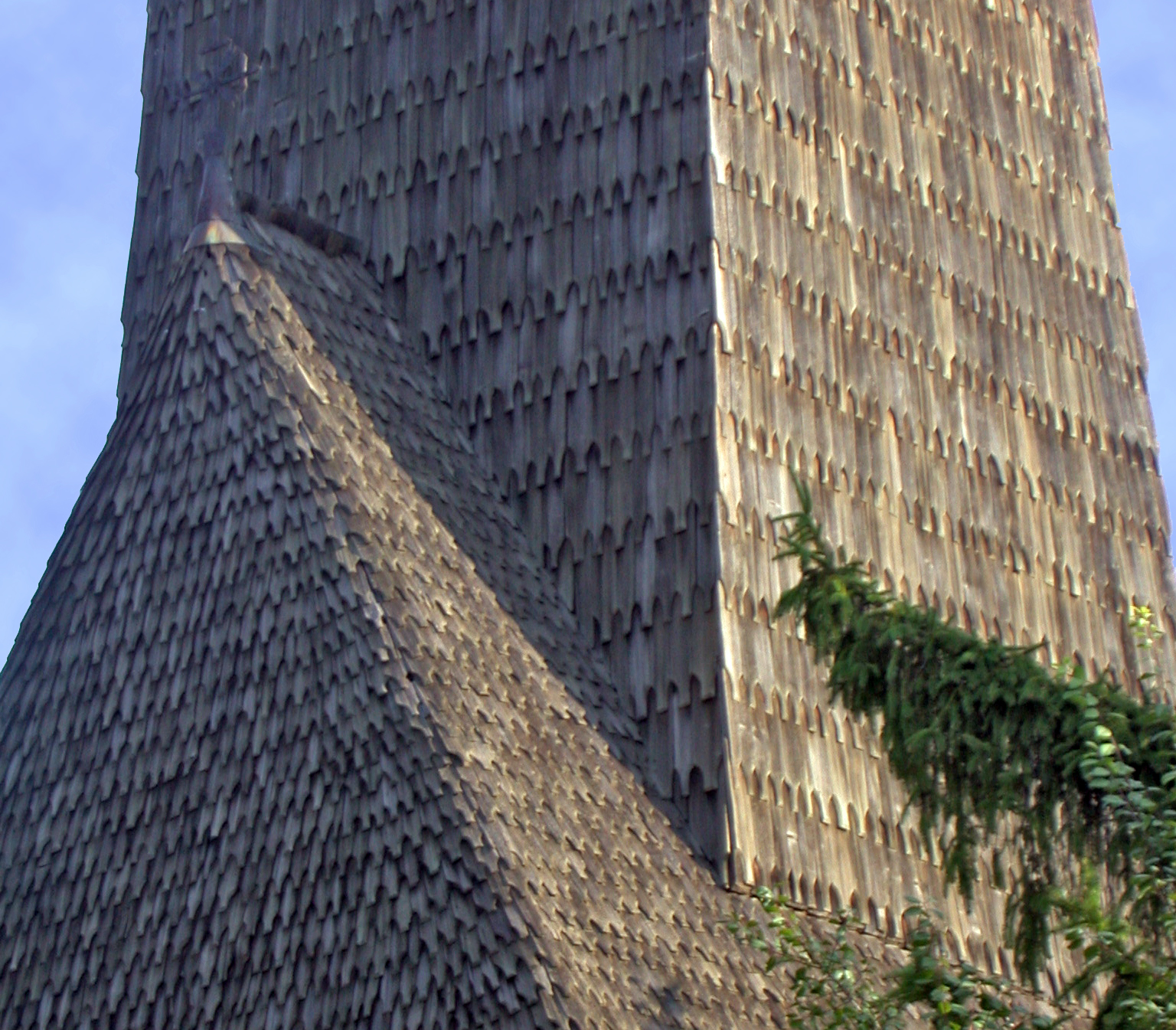